# Bergenina
La bergenina o cuscutina, con fórmula química C14H16O9, es un glucósido derivado del ácido trihidroxibenzoico. Es el C-glucósido de 4-O-metil-ácido gálico. Posee un derivado O-desmetilado llamado norbergenina. Estos son compuestos y drogas químicas de la medicina ayurvédica, conocida comúnmente como Paashaanbhed. Muestra un potente efecto inmunomodulador.
La bergenina puede ser aislada de especies de Bergenia como Bergenia ciliata y Bergenia ligulata, a partir de rizomas de Bergenia stracheyi. También se encuentra en la corteza del tallo de Dryobalanops aromatica, en Ardisia elliptica y en Mallotus japonicus.